# 시모키타자와

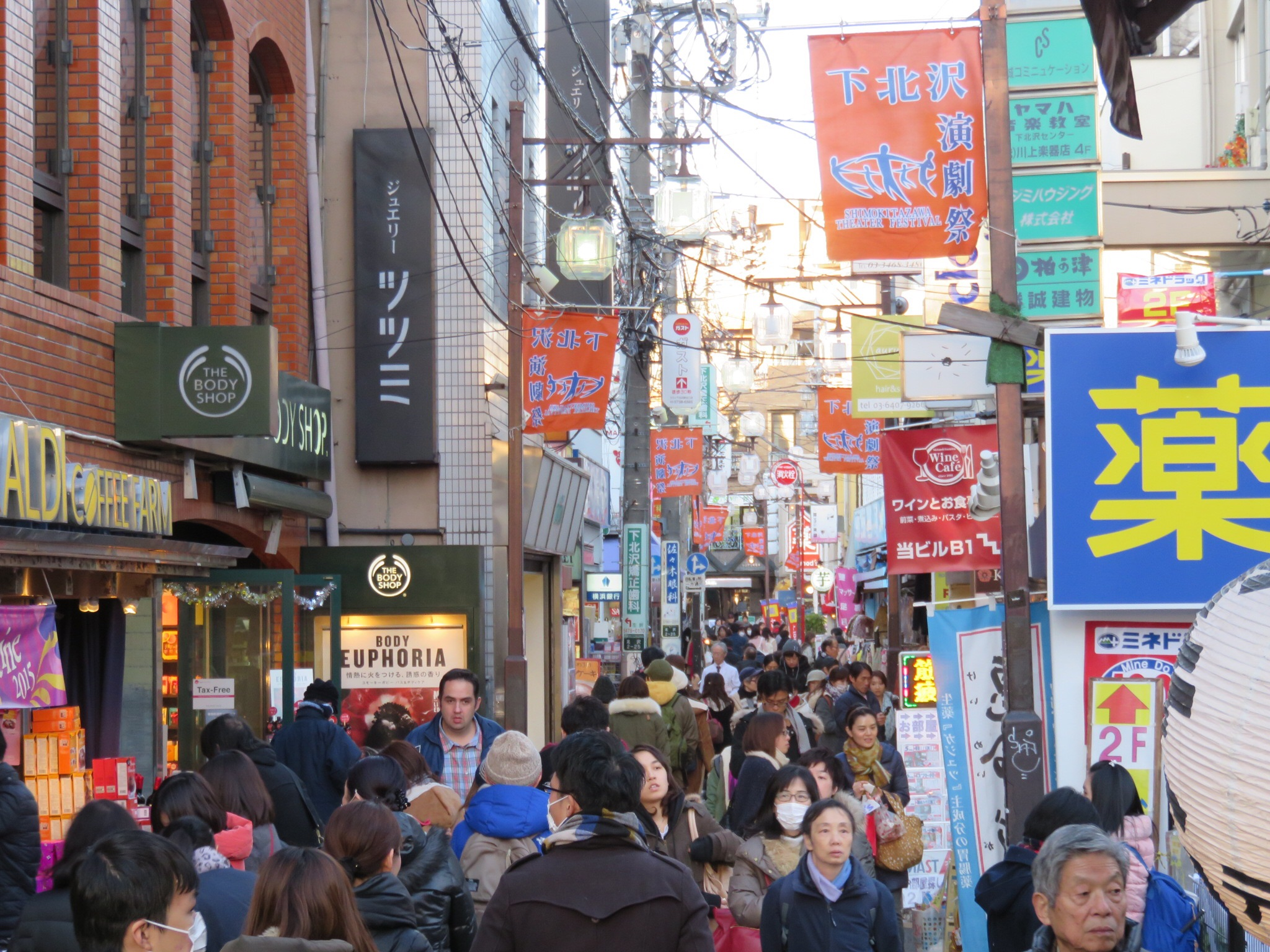
시모키타자와 거리 풍경

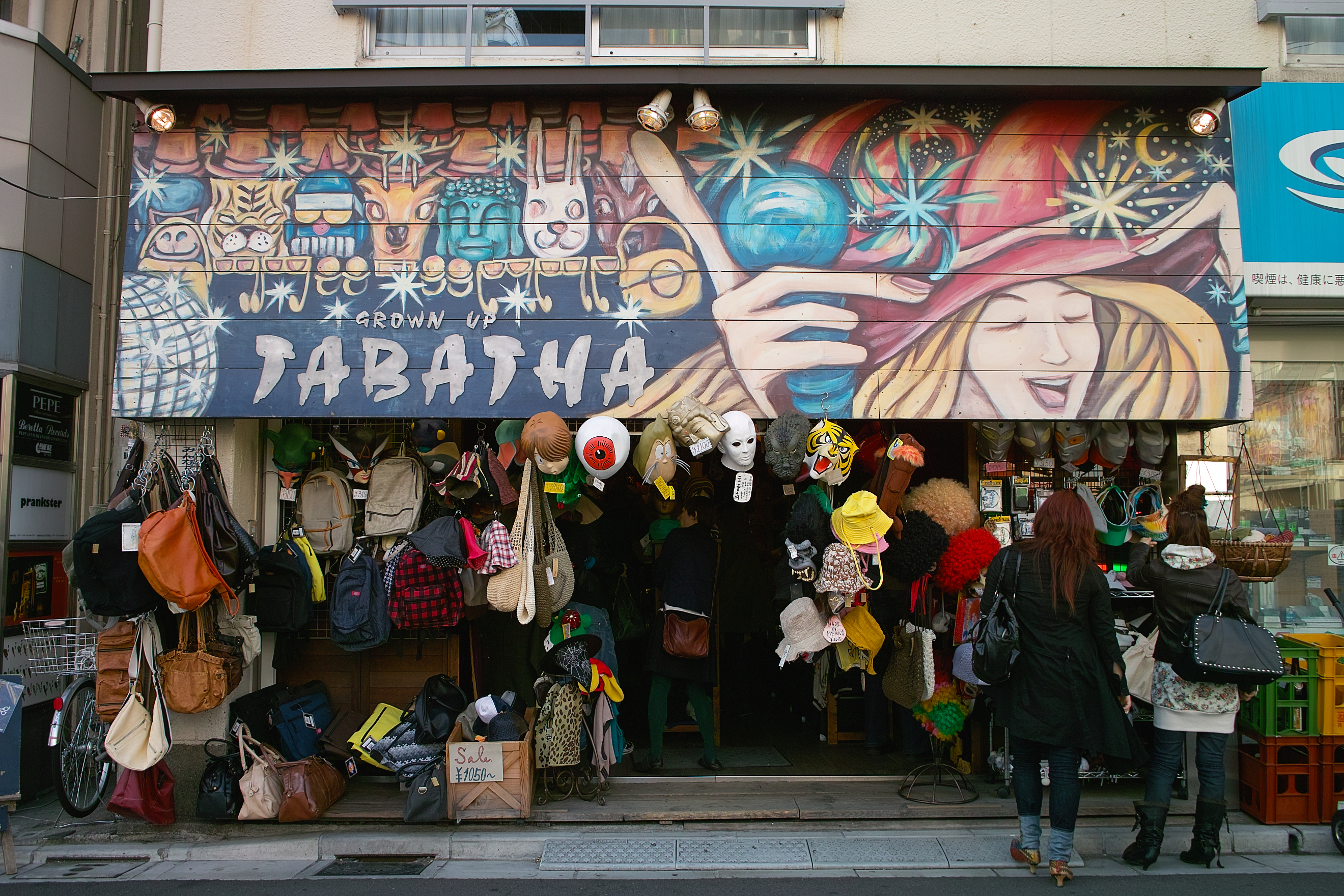
시모키타자와의 특징인 패션 소매점

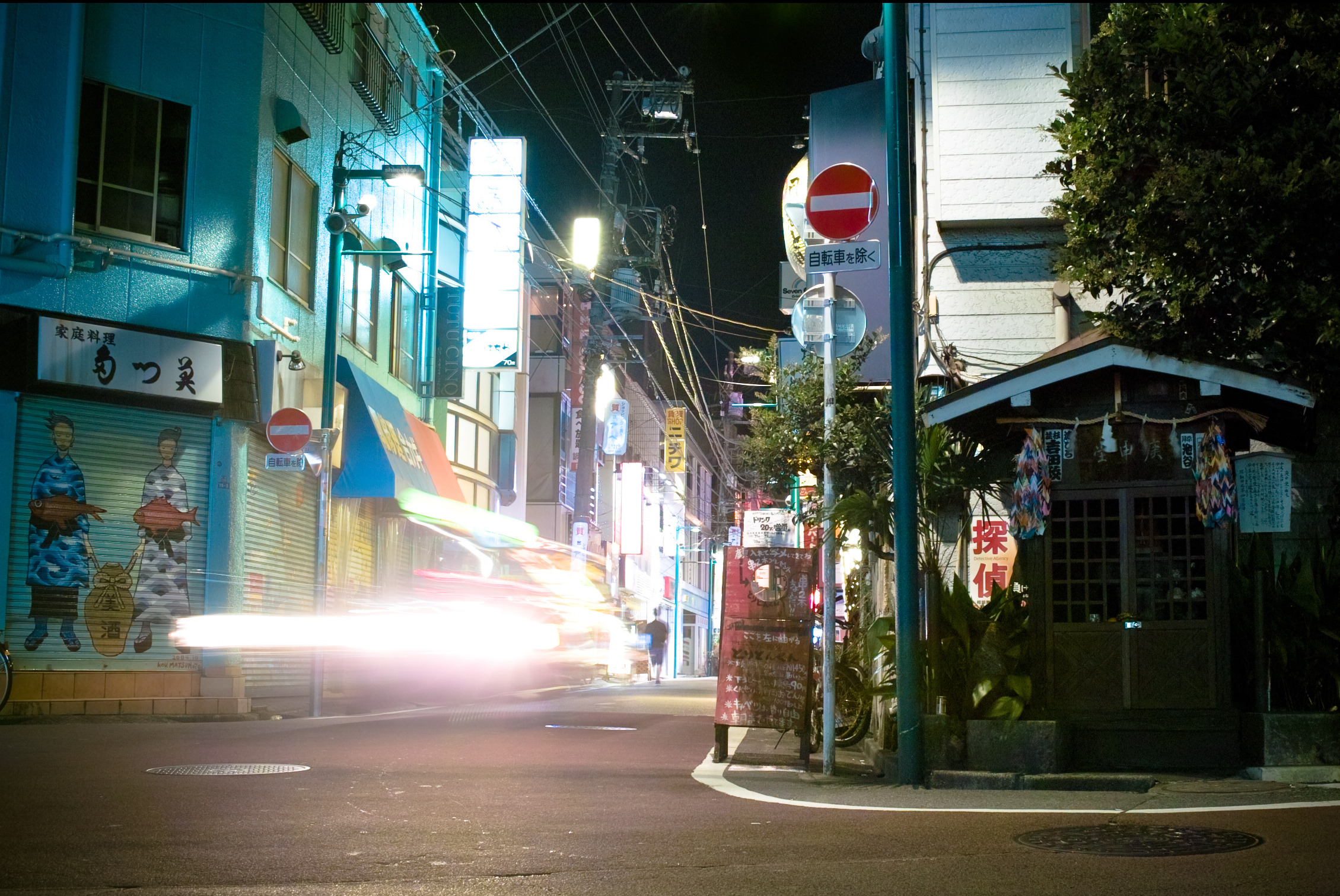
밤의 시모키타자와

시모키타자와(일본어: 下北沢, しもきたざわ)는 일본 도쿄도 세타가야구에 있는 상업 및 엔터테인먼트 지역이다. 키타자와 지역의 남서쪽 모퉁이에 위치하여 "시모키타자와"(낮은 키타자와라는 뜻)이라는 이름이 붙었다. 신주쿠나 시부야에서 전철을 타고 5~7분쯤 가면 나오는 곳으로, 시모키타(일본어: 下北, しもきた)라는 이름으로도 쓰인다. 패션 잡화점, 카페, 극장, 라이브 음악 거리, 쇼핑몰 등이 줄지어 입점해 있다.

## 같이 보기
- 코트 코퍼레이션